# Synthetic Generation (singel)
Synthetic Generation – pierwszy singel z albumu o tym samym tytule. Wydany przez szwedzką grupę Deathstars w 2002 roku.

## Lista utworów
1. Synthetic Generation - 3.28
2. Synthetic Generation (teledysk) - 3.40